# Octobre 1882

## Événements
- 10 octobre : création de la Banque du Japon.

- 21 octobre : fondation de Football Canada. Les règles ressemblant au rugby aboutirent à former le Football canadien.

## Naissances
- 3 octobre : Alexander Young Jackson, artiste peintre du groupe des sept.
- 5 octobre : Robert Goddard, ingénieur et physicien américain.
- 6 octobre : Karol Szymanowski, compositeur polonais († 28 mars 1937).
- 10 octobre : Corchaito (Fermín Muñoz Corchado y González), matador espagnol († 9 août 1914).
- 11 octobre : John Francis D'Alton, cardinal irlandais, archevêque d'Armagh († 1er février 1963).
- 21 octobre : Albert Loriol, peintre français († 3 janvier 1963).
- 29 octobre : Jean Giraudoux, dramaturge français.
- 30 octobre : Adolf Hamilton, militaire suédois († 22 février 1919).

## Décès
- 22 octobre : Bernard-Augustin de Cabannes, aristocrate et héraldiste français.